# Kran- grabbil
En kran-grabbil er et transportteknisk udtryk for en lastbil der er udstyret med en kran med grab.
En kran-grabbil benyttes normalt til entreprenørkørsel, hvor den kan afhente bunker af affald uden man skal løfte det manuelt op på bilen, eller til levering af materialer som eksempelvis skærver, grus, jord eller asfalt, der skal lægges i små bunker som man let kan udjævne med håndværktøj.
Kran- grabbilen kan naturligvis også benyttes til en del andre opgaver med at løfte og flytte ting, forudsat grabben kan få fat på emnet uden at hverken grab eller emne bliver beskadiget når grabben lukker sammen.
En del steder på messer, sommermarkeder og deciderede lastbilshows viser erfarne kranchauffører deres evner ved eksempelvis at skænke snaps eller flytte rå æg fra æggebakker med deres kraner. Selvom kranen er et relativt voldsomt og kraftfuldt arbejdsredskab, kan de fleste moderne kraner styres så præcist og forsigtigt at det er få millimeter der angiver præcisionen.
På de fleste kraner kan grabben hurtigt afkobles til fordel for andre grabtyper eller forskellige redskaber så som pallegaffel, løfteåg eller krog.
Normalt er kranen placeret mellem førerhuset og ladet på bilen (formonteret kran), men i de senere år er det blevet mere almindeligt at montere en kran bag ladet (bagmonteret eller hækmonteret kran) så kranen kan afmonteres når der ikke er brug for den. Dette øger anvendelsesmulighederne for bilen, idet den kan laste mere uden kranens vægt, og desuden kan en bagmonteret kran læsse både på bil og eventuel anhænger uden man behøver frakoble anhængeren eller ofre udgiften til en ekstremt lang kran. Da man på mange byggepladser er nødt til at bakke ind, kan en bagmonteret kran typisk række 4-8 meter længere ind på byggeområdet, idet man ikke skal medregne ladlængden, som den frontmonterede kran ellers skal række ud over. Desuden kan kranen bedre række ned på bunden af udgravninger til kælderetager. Ulempen ved en bagmonteret kran er at man kun kan tippe ladet til siderne ved aflæsning eller man kan grabbe læsset af igen med kranen. Dette øger udgiften til bilen, da et 3-vejs-tip normalt er dyrere og tungere end et bagtip.